# 連邦情報局

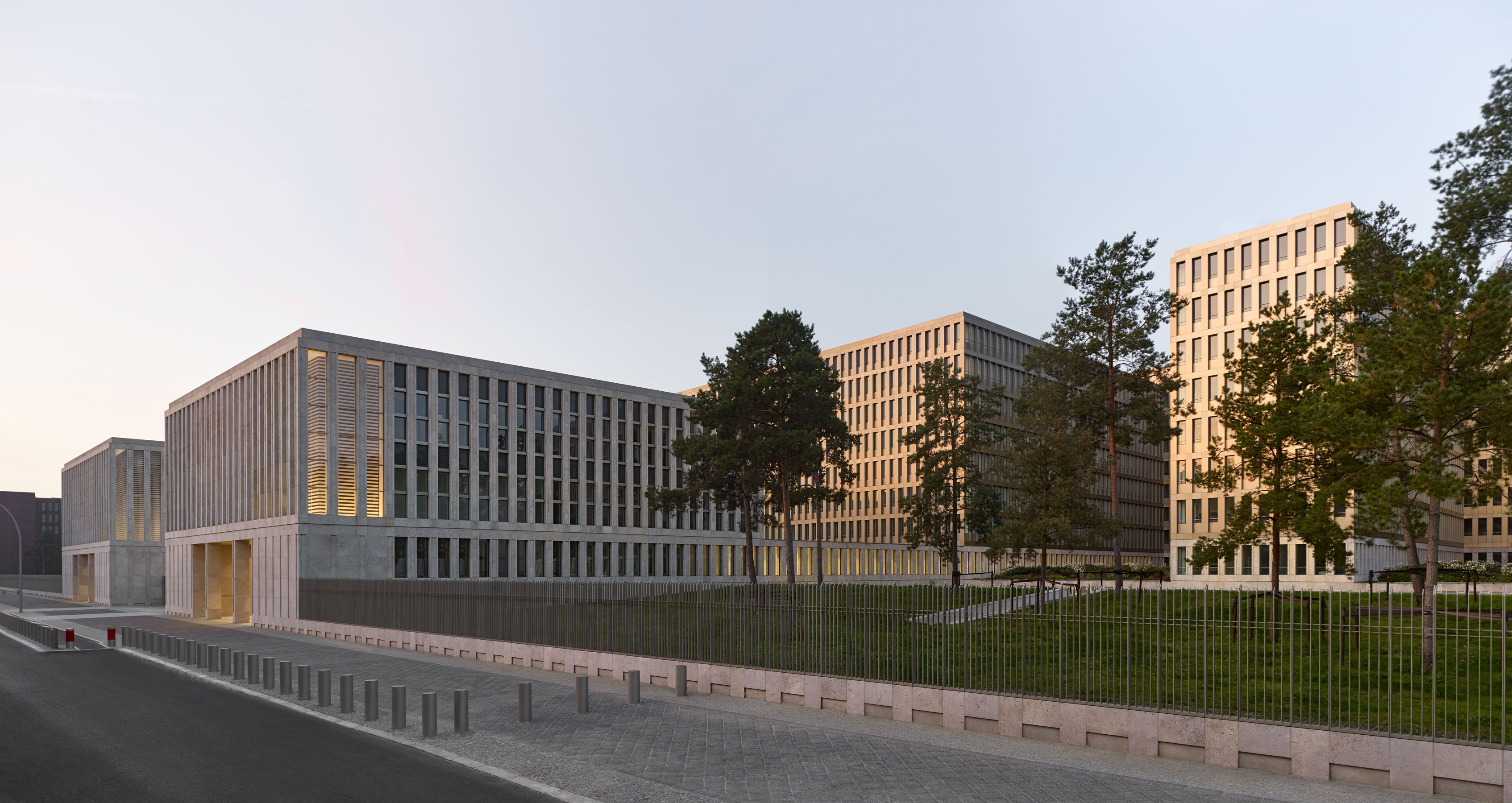
Bundesnachrichtendienst, Berlin.

連邦情報局（れんぽうじょうほうきょく）あるいは連邦情報庁（れんぽうじょうほうちょう）(Bundesnachrichtendienst; BND、英：Federal Intelligence Service) は、ドイツの情報機関である。政治情報と経済情報の収集、その分析と評価を行う。

## 歴史
1955年、第二次世界大戦中に対ソ連諜報を担当する陸軍参謀本部東方外国軍課長であったラインハルト・ゲーレンがアメリカに後押しされ設立した対ソ情報機関であるゲーレン機関を基に創設された。
2014年7月、職員の一人がPRISMに関する連邦議会の調査活動内容をアメリカに流していたとしてスパイ容疑で検察に逮捕された。
2017年2月24日、ドイツのシュピーゲル誌は、連邦情報局がBBCやニューヨーク・タイムズ、ロイター通信など外国報道記者の電話などを盗聴していたと伝えた。
2019年2月にベルリンの新庁舎が完成し、ミュンヘン郊外のプラッハ・イム・イーザルタールから移転した。
2022年12月21日、職員の一人が国家機密をロシアの情報機関に漏洩していた国家反逆容疑で検察に逮捕された。ロベルト・ハーベック副首相は「憂慮すべき事態」と受け止める一方で防諜活動の成果を称賛した。

## 組織
組織上、BNDは連邦官房に従属する。
職員数は7000人以上に達し、そのうち、約2000人が国外での諜報情報の収集に従事している。
BNDの本部はベルリンに位置する。本部では、3000人以上の職員が働いている。
- 第1局 - ヒューミント（HUMINT）
- 第2局 - シギント（SIGINT）
- 第3局 - 情報分析
- 第4局 - 管理
- 第5局 - 国際テロ対策
- 第6局 - 技術支援
- 第7局 - 教育訓練
- 第8局 - 公安、対諜報
- 第9局 - 財務会計

## 歴代長官
| 代   | 氏名                       | 就任日         | 退任日         |
| ---- | -------------------------- | -------------- | -------------- |
| 1    | ラインハルト・ゲーレン     | 1956年4月1日   | 1968年4月30日  |
| 2    | ゲルハルト・ヴェッセル     | 1968年5月1日   | 1978年12月31日 |
| 3    | クラウス・キンケル         | 1979年1月1日   | 1982年12月26日 |
| 4    | エーバーハルト・ブルーム   | 1982年12月27日 | 1985年7月31日  |
| 5    | ヘリベルト・ヘレンブローホ | 1985年8月1日   | 1985年8月27日  |
| 6    | ハンス＝ゲオルク・ヴィーク | 1985年9月4日   | 1990年10月2日  |
| 7    | コンラート・ポルツナー     | 1990年10月3日  | 1996年3月31日  |
| 代理 | ゲルハルト・ギュリヒ       | 1996年4月1日   | 1996年6月4日   |
| 8    | ハンスイェルク・ガイガー   | 1996年6月4日   | 1998年12月17日 |
| 9    | アウグスト・ハニング       | 1998年12月17日 | 2005年11月30日 |
| 10   | エルンスト・ウーアラウ     | 2005年12月1日  | 2011年12月31日 |
| 11   | ゲルハルト・シンドラー     | 2012年1月1日   | 2016年7月1日   |
| 12   | ブルーノ・カール           | 2016年7月1日   | （現職）       |

## BNDが登場する作品
- 『Z -ツェット-』青池保子
- 『ハイスクールAGENT』谷村ひとし
- 『ゴルゴ13』さいとう・たかを
- 『名探偵コナン 純黒の悪夢』
- 『ユー・アー・ウォンテッド』
- 『ジャック・ライアン』シーズン2 エピソード2
- 『355』